# شری جکسون
شری جکسون (انگلیسی: Sherry Jackson؛ زادهٔ ۱۵ فوریهٔ ۱۹۴۲) یک هنرپیشه اهل ایالات متحده آمریکا است. وی بین سال‌های ۱۹۴۹ تا ۱۹۸۰ میلادی فعالیت می‌کرد.
از فیلم‌های او می‌توان به نقطه فروپاشی اشاره کرد.